# Estero Maitenlahue
El estero Maitenlahue es un cuerpo de agua del litoral de Chile central, se dispone dentro de dos regiones del país: un 33% de la cuenca se inserta dentro de la Región Metropolitana, provincia de Melipilla, comuna de San Pedro, y el 67% restante se ubica en la Región de Valparaíso, provincia de San Antonio, comuna de Santo Domingo. La Cuenca del Estero Maitenlahue, es la cuenca más austral del humedal El Yali y desemboca en el sector denominado Mostazal (Navidad), en la playa Las Mostazas, al sur del humedal El Yali. 

## Ubicación
La cuenca del Estero Maitenlahue se dispone geográficamente entre el río Maipo y el río Rapel. Se inserta dentro de las denominadas unidades morfológicas Cordillera de la Costa y Litoral Costero, con una superficie aproximada de 166 km² (54 km² dispuestos en la comuna de San Pedro y 112 km² dispuestos en la comuna de Santo Domingo) y cuyo cauce principal lo constituye el Estero Maitenlahue.
La cota máxima de la cuenca se encuentra a los 450 m.s.n.m. La desembocadura del Estero Maitenlahue se encuentra, al sur de Santo Domingo (Chile) y al norte de la Boca de la desembocadura del río Maipo.

## Geomorfología
En la zona ubicada entre el río Maipo y el río Rapel se presentan las siguientes unidades geomorfológicas: 
- La Planicie Litoral: Corresponde a la sedimentación moderna del curso inferior de los ríos que dominan el sector costero. Entre el estero El Yali y Tanumé sobre la costa, las terrazas del Plioceno y Mioceno logran penetrar hasta 25 km al interior en Punta Topocalma. Los escalones típicos de las terrazas son reemplazados por una abrasión generalizada con bolsones de sedimentación en las desembocaduras de los ríos, tal es el caso del río Rapel dominado por abundantes nidos fosilíferos. La línea costera es mixta, alternándose extensas playas de arena y sectores de acantilados.
- La Cordillera de la Costa: Es un rasgo bastante definido en el desarrollo de la cuenca. El cordón maestro de esta cordillera se sitúa al este del conjunto orográfico, constituyendo al mismo tiempo, el muro occidental de las cuencas de Santiago y Rancagua. Al frente abrupto oriental, la Cordillera de la Costa opone un descenso en paños sucesivos hacia el oeste, coalesciendo a distancias variables del litoral costero, con planicies de abrasión y sedimentación marinas. La cordillera actúa también como un gran dispersor de aguas y a la vez comienza a fragmentarse en unidades menores, enriqueciendo la red hidrográfica a expensas de una orografía de retroceso y cada vez más disminuida en altitud
- Valles Intracordilleranos: Se ubican en el tramo superior del Estero Maitenlahue, compuestos por unidades de roca graníticas paleozoicas, jurásicas y triásicas y cubiertas por depósitos fluviales y coluviales modernos. Finalmente, las unidades de relleno consisten en depósitos fluviales, coluviales, eólicos y marinos. Las unidades fluviales y coluviales se restringen principalmente al dominio de los valles intracordilleranos y al curso del Estero Maitenlahue y sus afluentes. Los depósitos eólicos y marinos se encuentran distribuidos exclusivamente dentro del dominio de terrazas marinas, rellenando valles.

## Geología
Dentro del área se observa la presencia de un basamento formado por rocas intrusivas de edades que abarcan desde el Paleozoico hasta el Jurásico y que constituyen las cumbres y divisorias de aguas entre los valles intracordilleranos. Sobre este basamento se dispone una cobertura compuesta por depósitos no consolidados modernos.
Las principales estructuras reconocidas dentro de la cuenca corresponden a: la Falla Melipilla, que se extiende con rumbo oeste–
noroeste a lo largo del valle del río Maipo, la Falla Puangue y la Falla Río Maipo (fuera de la cuenca). 

## Recarga
La recarga del acuífero en el sector de estudio proviene del aporte por precipitaciones, que en la cuenca alcanza los 549 mm anuales.
Con esto se puede estimar la recarga media anual = 144,5 l/s y un volumen total anual de 4.572.720 m³.

## Historia
Maitenlahue es de origen mapudungún, proviene de Maitén que es un hermoso árbol pequeño de la zona de transición cordillerana. Maitenlahue tiene dos significados:
- Lugar del Maitén.
- Remedio confeccionado a partir del Maitén.[2]

Francisco Solano Asta-Buruaga y Cienfuegos escribió en 1899 en su Diccionario Geográfico de la República de Chile sobre el río:
Maitenlahue.-—Riachuelo corto del departamento de Melipilla que nace en la serranía de la costa y va hacia el NO. á morir en ésta á seis ó siete kilómetros al N. de la desembocadura del Rapel. El nombre equivale á decir paraje mal sano del maitén.

## Población, economía y ecología

### Avifauna
En la desembocadura del estero se han encontrado cisne de cuello negro anillados en las lagunas ojos de mar de llolleo.